# Українська студія пластичного мистецтва

Українська студія пластичного мистецтва, Іван Кулець серед слухічав, Прага, 1925 рік

Українська студія пластичного мистецтва — художня студія, що була організована в Празі 1923 року за типом високих мистецьких шкіл Українським Товариством Пластичного Мистецтва на чолі з Д. Антоновичем, який став її директором і професором. Курс навчання 4-річний, абсольвенти отримували титул магістрів мистецтва. Найбільше число студентів було 67 (1925).
Викладачами Української студії пластичного мистецтва були: Іван Мірчук (естетика), Степан Літов, Юрій Русов (пластична анатомія), Федір Слюсаренко (класична археологія), Сергій Тимошенко (до 1929, архітектура), Володимир Січинський (перспектива), Костянтин Стахівський (скульптура), Сергій Мако й Іван Кулець (рисунок, малярство), Іван Мозалевський, Роберт Лісовський (графіка).
Українська студія пластичного мистецтва влаштовувала щорічні виставки (до 1939 року їх було 13). Не припинялася праця студії й за німецької окупації. Визначніші вихованці студії — Катерина Антонович, Ю. Вовк, Павло Громницький, Софія Зарицька, Іван Іванець, Василь Касіян, Микола Кричевський, Оксана Лятуринська, Галина Мазепа, П. Омельченко, Ярослав Фартух, Петро Холодний, Василь Хмелюк, Віктор Цимбал, Ніна Левитська і багато ін.